# Stefan Mugoša
Stefan Mugoša (Servisch: Стефан Мугоша) (Titograd, 26 februari 1992) is een Montenegrijnse voetballer die speelt voor Incheon United.

## Club carrière
Op 22-jarige was Mugoša de topscorer in de Montenegrijnse eerste divisie in 2014 en scoorde toen 15 doelpunten in 29 competitiewedstrijden. Mugoša tekende in de zomer van 2014 bij de Duitse tweedeklasser FC Kaiserslautern en zette zijn handtekening onder een driejarig contract. In januari 2015, na slechts twee wedstrijden, één in de competitie en één in de beker, werd hij gedurende de rest van het seizoen uitgeleend aan Erzgebirge Aue, hierbij was geen koopoptie in het contract vermeld. Nadat Aue was gedegradeerd naar 3. Liga keerde Mugoša terug naar Kaiserslautern voordat hij overstapte naar 2. Bundesliga-club 1860 München op 15 augustus 2015, waar hij een contract voor drie jaar tekende. Op 27 november 2015 scoorde Mugoša zijn eerste doelpunt voor 1860 München in een 2-1 overwinning tegen Mainz in de DFB-Pokal.
In januari 2018 trad hij toe tot de K League 1 bij Incheon United.

## Internationale carrière
Hij maakte zijn debuut voor Montenegro op 8 juni 2015 in een vriendschappelijke wedstrijd tegen Denemarken. Hij scoorde zijn eerste internationale doelpunt op 26 maart 2017, in een kwalificatiewedstrijd voor het WK 2018 tegen Polen.

### Internationale doelpunten
| Nee | Datum            | plaats                                          | Tegenstander | Goal | Resultaat | Wedstrijd                     |
| --- | ---------------- | ----------------------------------------------- | ------------ | ---- | --------- | ----------------------------- |
| 1.  | 26 maart 2017    | Podgorica City Stadium, Podgorica, Montenegro   | Polen        | 1 -1 | 1-2       | WK 2018 kwalificatie          |
| 2.  | 8 oktober 2017   | Nationaal Stadion, Warschau, Polen              | Polen        | 1 -2 | 2-4       | WK 2018 kwalificatie          |
| 3.  | 27 maart 2018    | Podgorica City Stadium, Podgorica, Montenegro   | Turkije      | 2 -2 | 2-2       | Vriendschappelijk             |
| 4.  | 14 oktober 2018  | LFF Stadium, Vilnius, Litouwen                  | Litouwen     | 1 -0 | 4-1       | 2018-19 UEFA Nations League C |
| 5.  | 14 oktober 2018  | LFF Stadium, Vilnius, Litouwen                  | Litouwen     | 3 -0 | 4-1       | 2018-19 UEFA Nations League C |
| 6.  | 17 november 2018 | Red Star Stadium, Belgrado, Servië              | Servië       | 1 -2 | 1-2       | 2018-19 UEFA Nations League C |
| 7.  | 22 maart 2019    | Vasil Levski National Stadium, Sofia, Bulgarije | Bulgarije    | 1 -0 | 1-1       | EK 2020 kwalificatie          |
| 8.  | 7 juni 2019      | Podgorica City Stadium, Podgorica, Montenegro   | Kosovo       | 1 -1 | 1-1       | EK 2020 kwalificatie          |